# Agathe Génois
Agathe Génois est une écrivaine de littérature jeunesse québécoise née en 1952 à Saint-Raymond-de-Portneuf. Depuis 1991, elle habite en Estrie.

## Biographie
Agathe Génois écrit des romans de littérature jeunesse. Sa carrière débute en 1995 où elle travaille avec Dominique Demers à l'intérieur du programme de parrainage de l'Union des écrivaines et des écrivains québécois. 
Avec le manuscrit de son premier roman, Agathe Génois remporte le Prix Libellule (éditions Héritage) qui mène tout droit à la publication. Sarah, je suis là!, un roman pour les 8-12 ans, illustré par Bruno Saint-Aubin, paraît à l'automne 1996. Avec ce premier roman, Agathe Génois est finaliste au Prix du Gouverneur Général 1997, et au Prix de la relève Cécile Gagnon. Le ministère de l'Éducation a choisi un extrait du roman pour leur examen provincial terminal de Compréhension de la lecture.
En août 1998, un deuxième roman paraît dans la même collection: Adieu vieux lézard!, illustré par Leanne Franson. Le roman est finaliste à son tour au Prix du Gouverneur Général 1999 et finaliste au Prix Chronos (France). Ce roman est également sélectionné pour La Bataille des Livres et Au Cœur des Livres.
Au printemps 2000, l'auteure nous offre la suite de Sarah, je suis là!, un roman dont le titre est À toi de jouer, Sarah!
En mars 2001, dans son quatrième roman - L'île aux mille visages - l'auteure aborde l'univers du suspens. 
Enfin, elle publie Une fugue en soi chez Soulières Éditeur en 2021. Résumé : Patrice s'éteint à petit feu dans « le Monde à l'envers où tout va de travers ». Au creux de son village perdu, où rien ni personne ne lui ressemble, il se sent prisonnier. Pour survivre, il s'isole dans sa chambre et s'évade en dessinant. Dans ce roman, on découvre comment Patrice arrivera à réconcilier son univers intérieur et la réalité.  

## Œuvres
- Une fugue en soi, Soulières Éditeur, 1er trimestre 2021, Ill. couverture François Thisdale, 102 pages (11 ans et +).
- L'île aux mille visages, éd. Dominique et compagnie, coll. Roman bleu, 1er trimestre 2001, ill. Stéphane Jorisch, 128 pages (10 ans et +).
- À toi de jouer Sarah!, Dominique et compagnie, coll. Libellule, 1er trimestre 2000, illustrations de Bruno Saint-Aubin (8-12 ans), 112 pages.
- Adieu vieux lézard!, Dominique et compagnie, coll. Libellule, 3e trimestre 1998, illustrations de Leanne Franson (8-12 ans).
- Sarah, je suis là!, Dominique et compagnie, coll. Libellule, 1996, illustrations de Bruno Saint-Aubin (8-12 ans).

## Prix
- 1996 - Prix Libellule, Sarah, je suis là!
- 1997 - Finaliste au Prix du Gouverneur général, Sarah, je suis là!
- 1997 - Finaliste au Prix de la relève Cécile-Gagnon
- 1999 - Finaliste au Prix du Gouverneur général, Adieu, vieux lézard!